# Budowla piętrząca
Budowla piętrząca – rodzaj budowli hydrotechnicznej umożliwiający stałe lub okresowe piętrzenie wody (a także innych substancji płynnych lub półpłynnych), ponad przyległy teren albo akwen. Podstawowym aktem prawnym w Polsce definiującym wymagania techniczno-budowlane dla budowli piętrzących jest wydane na podstawie odpowiedniej delegacji ustawowej, zawartej w Prawie budowlanym, rozporządzenie w sprawie warunków technicznych, jakim powinny odpowiadać budowle hydrotechniczne i ich usytuowanie.
Budowlami piętrzącymi są między innymi:
- jazy
- zapory
- zastawki

W każdej budowli piętrzącej można wyróżnić stanowisko górne i dolne. Przeprowadzenie wody ze stanowiska górnego do dolnego odbywa się poprzez odpowiednie urządzenia upustowe takie jak przelewy, spusty czy sztolnie. Budowle piętrzące mogą być wyposażone w zamknięcia lub być budowlami bez zamknięć. Przykładem budowli piętrzącej bez zamknięć jest jaz stały. Wiele budowli piętrzących wyposażonych jest w zamknięcia umożliwiające sterowanie w określonym zakresie wielkością przepływu oraz poziomem wody stanowiska górnego.